# Alexandra-Therese Keining
Alexandra-Therese Keining, egentligen Alexandra Thérése Keining, född 16 december 1976 i Lomma, är en svensk författare, filmregissör, rollsättare och manusförfattare. Hon är filmutbildad i Los Angeles, och bosatt i Stockholm.

## Filmer
Keining långfilmsdebuterade 2002 som den yngsta kvinnliga regissören i Sverige[källa behövs] med lågbudgetfilmen Hot Dog med Johanna Sällström och Marika Lagercrantz i huvudrollerna. 
2011 kom den uppmärksammade och Guldbaggenominerade Kyss mig. Filmen blev en internationell framgång, och mottog bland annat Amerikanska Filminstitutets filmfestivals pris för Bästa genombrott i Los Angeles 2011 . I samband med festivalen fick filmen även amerikansk distribution genom Wolfe. Filmen blev mycket uppmärksammad som en av få svenska filmer som skildrar kvinnlig homo- och bisexualitet, och Keining har i intervjuer sagt att hon ville göra en ljus film med ett positivt kärleksbudskap i kontrast till de ångestfyllda och destruktiva skildringar som tematiken är känd för.
Ungdomsfilmen Pojkarna (engelsk titel: Girls Lost) hade världspremiär på Toronto Film Festival 2015, där den tävlade i avdelningen World Contemporary Section, och möttes internationellt av mycket god kritik. Speciellt de obeprövade tonåringarna som spelade filmens huvudroller hyllades, men även filmens regi, foto och musik uppmärksammades. Under hösten 2015 visades Girls Lost även på Chicago Film Festival, Rome Film Festival, Sao Paulo International Film Festival och HBO NewFest i New York.
I maj 2017 tillkännagavs att Keining skulle regissera "Paramour", en erotisk thriller om Susanne Klatten med Kristin Scott Thomas i huvudrollen. Handlingen kretsar kring en verklig affär: Klattens påstådda inblandning i en sol-och-vår affär där en gigolo vid namn Helg Sgarbi och hans medbrottsling Emano Baretta utpressade Klatten efter att ha gjort hemliga inspelningar när Sgarbi och Klatten hade sex. Motivet sägs inte bara ha varit pengar, utan även hämnd för Klattens farfars far Gunther Quandt, och dennes företags (BMW) påstådda inblandning i Nazistregimens brott mot mänskligheten under andra världskriget. Keining bekräftade under våren 2020 att projektet fortfarande var aktuellt.
I februari 2020 hade hennes film The Average Color of the Universe premiär. Hon svarade för såväl filmens produktion, manus som regi.

## Böcker
2013 medverkade Keining tillsammans med bland andra Karin Dreijer Andersson, Liv Strömquist, Rebecca och Fiona, Gnucci, Tommie X och Anna von Hausswolff i Kristofer Anderssons intervjubok om egensinniga kulturövare, DIY - Do It Yourself (Modernista).
2014 debuterade Keining med ungdomsromanen 14, utkommen på Lilla Piratförlaget. 
I september 2015 utkom hennes andra bok, den grafiska romanen Nour och den magiska drycken, med illustrationer av Peter Bergting. Det är en lättläst berättelse för åldersgruppen 7-10 år, och handlar om den iranska åttaåringen Nour som en dag kan höra människors tankar. 

## Filmografi

### Manus och regi
- 2002 – Hot Dog
- 2011 – Kyss mig
- 2012 – Elegia
- 2015 – Pojkarna
- 2020 – The Average Color of the Universe